# Escudo de las Seychelles
El escudo de armas de la República de las Seychelles fue adoptado el 27 de mayo de 1976, a raíz de la independencia del archipiélago, y concedido por la reina Isabel II. Se basa en el escudo aprobado oficialmente en 1961 en la época en que las Seychelles eran una colonia británica, al que se añadieron los soportes, la cinta con el lema y la cimera. 
En el escudo figura un paisaje pictórico costero del Índico con un cocotero de mar y una tortuga gigante de Aldabra, y al fondo una isla y una goleta bajo un cielo nublado, todo al natural. Como soportes, dos peces vela o merlines al natural, a ambos lados del escudo, que descansan sobre una cinta con el lema nacional en latín: “Finis Coronat Opus” (El Fin Corona la Obra), escrito en letras mayúsculas. Timbra el escudo un yelmo con lambrequín truncado de gules y azur, con el dorso de argén, sumado de un burelete de los mismos colores que sostiene tres fajas onduladas: dos de azur, y uno de argén sobre las que vuela un rabijunco común al natural.
El cocotero de mar y la tortuga gigante de Aldabra son especies características de las Seychelles, así como el rabijunco común y el pez vela. La goleta alude al tráfico marítimo entre las diversas islas.

## Historia

### Primer escudo de armas
Después de la separación de Seychelles de Mauricio en 1903, se adoptó una nueva insignia para Seychelles. La nueva insignia fue diseñada por el mayor general Charles George Gordon. La insignia consistía en un disco con una imagen de la costa de Mahé con un coco de mar en la orilla, algunos arbustos y una tortuga gigante. En un listel en la base está el lema Finis Coronat Opus (en español: El Fin Corona la Obra).

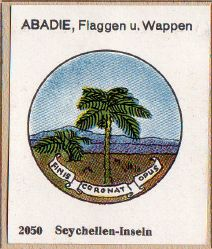

### Segundo escudo de armas
El segundo escudo de armas fue embellecido y aumentado en 1961. El escudo de armas fue diseñado por la Sra. Alec McEwen de Toronto. En el escudo de armas, una segunda isla fue agregada, simbolizando las otras 114 islas del archipiélago. En el océano, una goleta simboliza el tráfico entre las islas. Alrededor de la insignia está una bordura con ondas estilizadas y el título y el lema de la colonia.

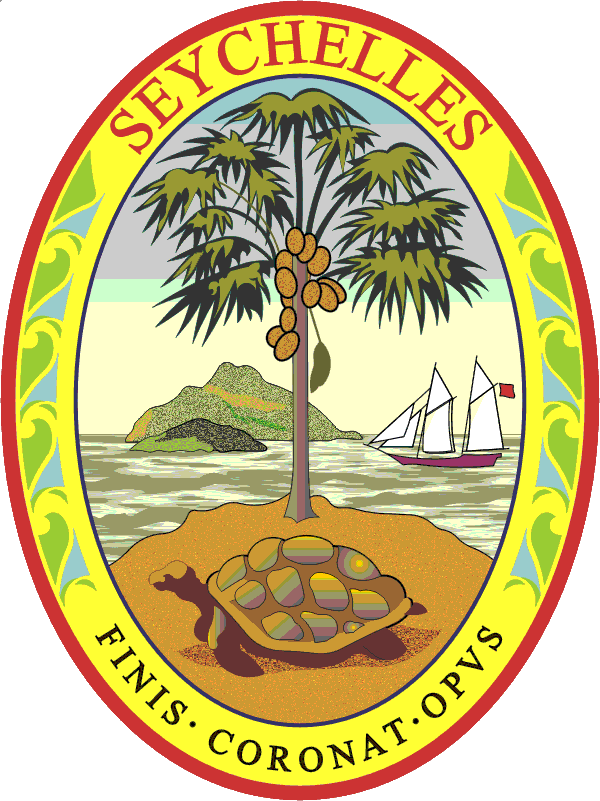

### Escudo de armas actual

#### Primera variante
El escudo de armas actual fue otorgado por la Real Orden de la Reina Isabel II, fechada el 27 de mayo de 1976.

#### Segunda variante
El 18 de junio de 1996, mediante la Ley de Símbolos Nacionales de 1996, se cambió el color del escudo a un color más brillante. El cambio más significativo fue el cambio de burelete en el yelmo, de blanco-azul-rojo (basado en la antigua bandera de Seychelles), a azul-amarillo-rojo-blanco-verde (el color de la bandera actual de Seychelles).

1976-1996
Versión actual
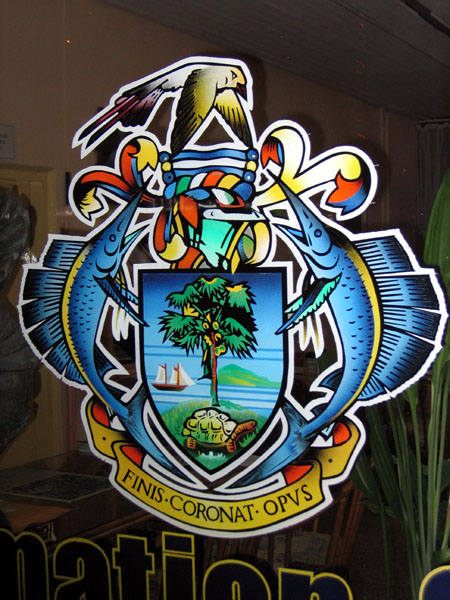
El escudo de armas, tomado en 2005 en Seychelles.